# Corymbioideae
Corymbioideae, potporodica glavočika. Sastoji se od jednog roda s devet vrsta.

## Vrste
1. Corymbium africanum L.
  1. Corymbium africanum subsp. africanum
  2. Corymbium africanum subsp. scabridum (Berg.) Weitz
  3. Corymbium africanum var. fourcadei (Hutch.) Weitz
  4. Corymbium africanum var. gramineum (Burm. fil.) Weitz
2. Corymbium congestum E. Mey. ex Steud.
3. Corymbium cymosum E. Mey. ex Steud.
4. Corymbium elsiae F. M. Weitz
5. Corymbium enerve Markotter
6. Corymbium glabrum L.
  1. Corymbium glabrum var. rogersii (Markotter) Weitz
7. Corymbium laxum Compton
  1. Corymbium laxum subsp. bolusii F.M. Weitz
  2. Corymbium laxum subsp. laxum
8. Corymbium theileri Markotter
9. Corymbium villosum L. fil.